# باشگاه فوتبال الیرموک یمن
باشگاه فوتبال الیرموک یمن یک باشگاه فوتبال یمنی می‌باشد که در شهر صنعا، یمن واقع شده‌است. این باشگاه سابقه ۳ بار قهرمانی در لیگ یمن را دارد.